# Arlene Dahl
Pour les articles homonymes, voir Dahl.
 (novembre 2021).
Si vous disposez d'ouvrages ou d'articles de référence ou si vous connaissez des sites web de qualité traitant du thème abordé ici, merci de compléter l'article en donnant les références utiles à sa vérifiabilité et en les liant à la section « Notes et références ».
Arlene Dahl est une actrice américaine, née le 11 août 1925 à Minneapolis (Minnesota) et morte le 29 novembre 2021 à Manhattan (New York),.
À sa mort, elle est l'une des dernières vedettes ayant connu l'âge d'or d'Hollywood.

## Biographie

### Carrière
Arlene Carol Dahl est née de parents norvégiens immigrés, le 11 août 1925 à Minneapolis, selon le registre des naissances de l'État du Minnesota. Le doute semble entourer son année de naissance, 1924 et 1928 étant également cités.
Elle fut engagée d'abord par la Warner (elle interpréta son premier rôle-titre dans son deuxième film) puis par la MGM (dès son troisième film).
Dans les années 1950, elle fut la rivale d'une autre rousse, Rhonda Fleming, dans une série de films d'aventures (westerns, exotiques, historiques, avec pour partenaires Robert Taylor, Alan Ladd, Ray Milland, Rock Hudson ou Fernando Lamas) souvent signés par des cinéastes secondaires mais parfois aussi par des maîtres confirmés (Anthony Mann, Sam Wood, John Brahm), s'illustrant comme Fleming (plus rarement cependant) dans le film noir — signé Roy Rowland. 
Dans Le Diamant bleu (The Diamond Queen) sorti en 1954, Arlene rejoint la cohorte des héroïnes exotiques en incarnant Maya, la reine du Népal (Fleming est Cléopâtre). Ce fut le vétéran Allan Dwan qui mit en scène la rencontre au sommet dans Deux Rouquines dans la bagarre, arbitrée par John Payne.
Arlene Dahl fit aussi partie de la distribution de plusieurs comédies ou comédies musicales, au côté de Fred Astaire, Bob Hope, Red Skelton, mais parfois au second plan derrière les stars féminines du genre, mise en concurrence ailleurs avec June Allyson et Lauren Bacall, évincée plus tard par Polly Bergen et Morgan Brittany.
Parmi ses films les plus célèbres : Le Livre noir (1949), Trois Petits Mots (1950), Les femmes mènent le monde (1954), Deux Rouquines dans la bagarre (1956) et Voyage au centre de la Terre (1959), qui résument bien sa carrière.
Après une curieuse parenthèse française (qui lui a fait rencontrer Jean Richard et Serge Gainsbourg), Arlene Dahl apparaît dans une dizaine de téléfilms ou épisodes de série, notamment face à son fils Lorenzo Lamas et dans les séries fleuves On ne vit qu'une fois et La Force du destin, demeurant active (comme Eleanor Parker, une autre rousse des années 1950) jusque dans les années 1990.

### Vie privée
Arlene Dahl a été mariée six fois et a eu trois enfants :
- de 1951 à 1952, avec Lex Barker, célèbre pour avoir joué Tarzan[7] ;
- de 1954 à 1960, avec l'acteur argentin Fernando Lamas, dont elle a eu un fils, le futur acteur Lorenzo Lamas, né en 1958[7] ;
- de 1960 à 1964, avec Christian R. Holmes, dont elle a eu une fille, Christina Carole Holmes, née en 1961 ;
- de 1964 à 1969, avec Alexis Lichine, entrepreneur viticole[7] ;
- de 1969 à 1976, avec Rounsevelle W. ”Skip” Schaum, dont elle a eu un fils, Rounsevelle Andreas Schaum, né en 1970 ;
- de 1984 à sa mort : avec Marc Rosen.

## Filmographie

### Cinéma
- 1947 : Mon père et nous (Life with Father), de Michael Curtiz : Une fille au Delmonico
- 1947 : Rose d'Irlande, de David Butler : Rose Donovan
- 1948 : La mariée est folle (The Bride Goes Wild), de Norman Taurog : Tillie Smith Oliver
- 1948 : Mon héros (A Southern Yankee), d'Edward Sedgwick : Sallyann Weatharby
- 1949 : La Scène du crime (Scene of the Crime), de Roy Rowland : Gloria Conovan
- 1949 : Le Livre noir (Reign of Terror), d'Anthony Mann : Madelon
- 1950 : Embuscade (Ambush), de Sam Wood : Ann Duverall
- 1950 : Le Convoi maudit (The Outriders), western de Roy Rowland  : Jen Gort
- 1950 : Trois petits mots, comédie musicale de Richard Thorpe  : Eileen Percy Ruby
- 1950 : Amour et caméra (Watch the Birdie), comédie à suspense de Jack Donohue : Lucia Corlane
- 1951 : La Dernière Carte (Inside Straight), western : Lily Douvane
- 1951 : Discrétion assurée : Ellen Sayburn Jessman
- 1952 : Le Trésor des Caraïbes (Caribbean), d'Edward Ludwig : Christine Barclay McAllister
- 1953 : La Légion du Sahara (Desert Legion), de Joseph Pevney : Morjana
- 1953 : Courrier pour la Jamaïque (Jamaica Run), de Lewis R. Foster : Ena Dacey
- 1953 : Sangaree, d'Edward Ludwig : Nancy Darby
- 1953 : Il y aura toujours des femmes (Here Come the Girls) film musical  : Irene Bailey
- 1953 : Le Diamant bleu (The Diamond Queen), de John Brahm : Maya, Reine du Népal
- 1954 : Les femmes mènent le monde (Woman's World), de Jean Negulesco : Carol Talbot
- 1954 : La Révolte des Cipayes (Bengal Brigade), de László Benedek : Vivian Morrow
- 1956 : Deux rouquines dans la bagarre (Slightly Scarlet), d'Allan Dwan : Dorothy Lyons
- 1956 : Portrait d'une aventurière (Wicked as They Come), de Ken Hughes : Kathy Allen, nee Alanberg
- 1957 : Le Manoir du mystère, de Sidney Gilliat : Sarah Denewey Moreton
- 1959 : Voyage au centre de la Terre (Journey to the Center of the Earth), de Henry Levin : Mrs. Carla Goetaborg
- 1964 : Un mari à tout faire (Kisses for My President) de Curtis Bernhardt  : Doris Reid Weaver
- 1967 : Les Poneyttes, de Joël Le Moigné : Shoura Cassidy
- 1969 : L'Ouest en feu, de Nathan Juran : Martha Carden
- 1969 : Les Chemins de Katmandou, d'André Cayatte : Laure
- 1969 : Du blé en liasses, d'Alain Brunet : Barbara Boyer
- 1991 : Night of the Warrior : Edie Keane

### Télévision
- 1954-1955 : Lux Video Theatre (en) (série TV) : Ilsa Lund
- 1954-1955 : The Ford Television Theatre (en) (série TV) : Mary McNeill / Jody Hill
- 1958 : Opening Hight (téléfilm) : une invitée
- 1960 : Riverboat (série TV) : Lucy Belle
- 1963-1965 : L'Homme à la Rolls (Burke's Law) (série TV) : Princesse Kortzoff / Eva Martinelli / Gloria Cooke / Maggie French
- 1965 : Bob Hope Presents The Chrysler Theatre (série TV) : Valerie
- 1971 : Deadly Dream (téléfilm) : Connie
- 1979-1987 : La croisière s'amuse (The Love Boat) (série TV) : Monica Cross / Natalie Martin / Ellen Kirkwood / Jessica York
- 1981 : L'Île fantastique (Fantasy Island) (série TV) : Amelia Selby
- 1983-1984 : On ne vit qu'une fois (One Life To Live) (série TV) : Lucinda Schenck Wilson
- 1995 : La Force du destin ("All My Children") (série TV) : Lady Lucille
- 1995-1997 : Le Rebelle (Renegade) (série TV) : Virginia Biddle / Elaine Carlisle
- 1999 : Air America (série TV) : Cynthia Garland